# Niccolò Cabeo

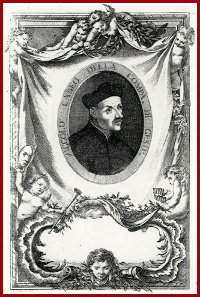
Niccolò Cabeo

Niccolò Cabeo, latinisiert Nicolaus Cabeus (* 26. Februar 1586 in Ferrara; † 30. Juni 1650 in Genua), war ein italienischer Jesuit, Physiker und Ingenieur.

## Leben
Cabeo trat 1602 als Novize in den Jesuitenorden ein und besuchte das Jesuitenkolleg in Parma, an dem er Logik, Metaphysik, Naturphilosophie (nach Aristoteles) und Theologie studierte sowie Mathematik. Nach dem Ende des Studiums um 1616 lehrte er Theologie und Philosophie in Parma bis 1621 und danach einige Jahre in Ferrara. Er diente einige Zeit den Herzögen von Mantua und Modena als Ingenieur in verschiedenen Wasserbauprojekten. Am Ende seines Lebens lehrte er wieder am Jesuitenkolleg in Genua, wo er starb.
Er publizierte seine Ergebnisse in zwei Büchern. Philosophia Magnetica ist Elektrizität und Magnetismus im Anschluss an William Gilberts De Magnete gewidmet. Er widerspricht darin Gilberts Erklärung des Erdmagnetismus, der die Erde selbst für einen großen Magneten hielt. Er unternahm Experimente zur Reibungselektrizität und erklärt elektrische Anziehung mechanisch durch das Ausströmen eines Fluidums beim Reiben, dass die umgebende Luft verdrängt, die beim Zurückfließen wiederum leichtere geladene Teilchen mitnimmt.
Sein zweites Werk war ein Kommentar über die Meteorologie von Aristoteles (Physikalische Phänomene in der Welt diesseits des Mondes), was er zu Kommentaren zu einer Vielzahl von Themen nutzt, darunter Ideen von Galileo Galilei wie die Rotation der Erde (die Cabeo ablehnt, er vertritt ein geozentrisches Weltbild) und den freien Fall (wo er Experimente in Anschluss an Galilei unternimmt und diesen bestätigt), und alchemistische und okkulte Ideen. Er will auch Experimente über die Bahnkurve (Wurfparabel) von Kanonenkugeln angestellt haben (mit Positionen kenntlichgemacht durch Löcher in Papierschirmen), da ihm die theoretische Behandlung bei Galilei zu spekulativ gewesen sei. Er untersuchte auch die gekrümmte Form eines Wasserstrahls im Schwerefeld. Er verneinte die Existenz des Vakuums. Er war mit dem Galilei-Schülers Benedetto Castelli in einen Streit über dessen Hydrodynamik-Theorie verwickelt, der sich auch ganz praktisch in einen Disput über die Umleitung des Flusses Reno fortsetzte, wobei Cabeo die Seite von Ferrara vertrat und Castelli die des Papstes. Er stand unter anderem mit Giovanni Riccioli und Giovanni Battista Baliani in Briefwechsel über physikalische Fragen.
Der Mondkrater Cabeus ist nach ihm benannt.

## Schriften

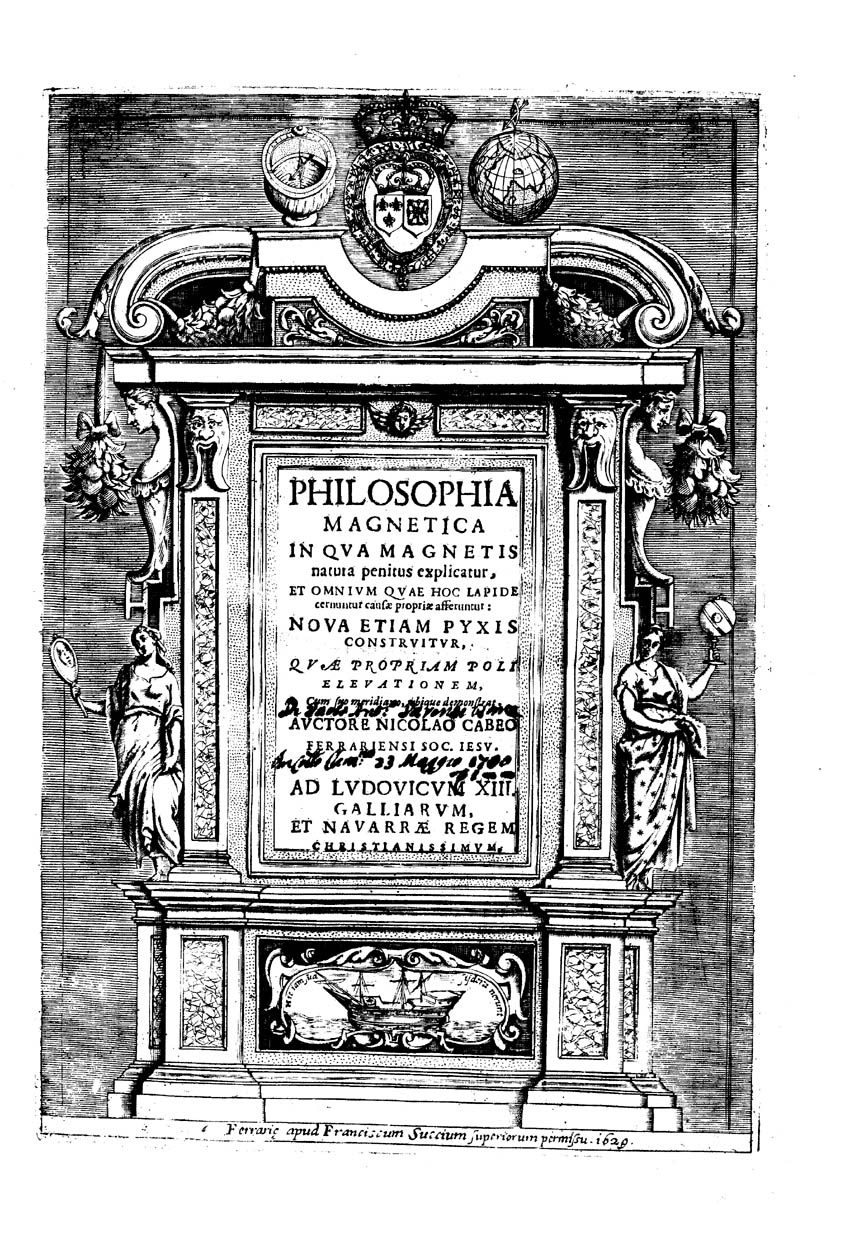
Philosophia magnetica, 1629

- Philosophia magnetica. Ferrara 1629, Köln 1629
- In quatuor libros meteorologicorum Aristotelis commentaria. Francisco Corbelletto, Rom 1646, Nachdruck: Rom 1686